# Fighter (Bootsklasse)
Der Fighter ist ein offenes Kielboot, das für das Segeln alleine oder zu zweit gedacht ist.

## Geschichte

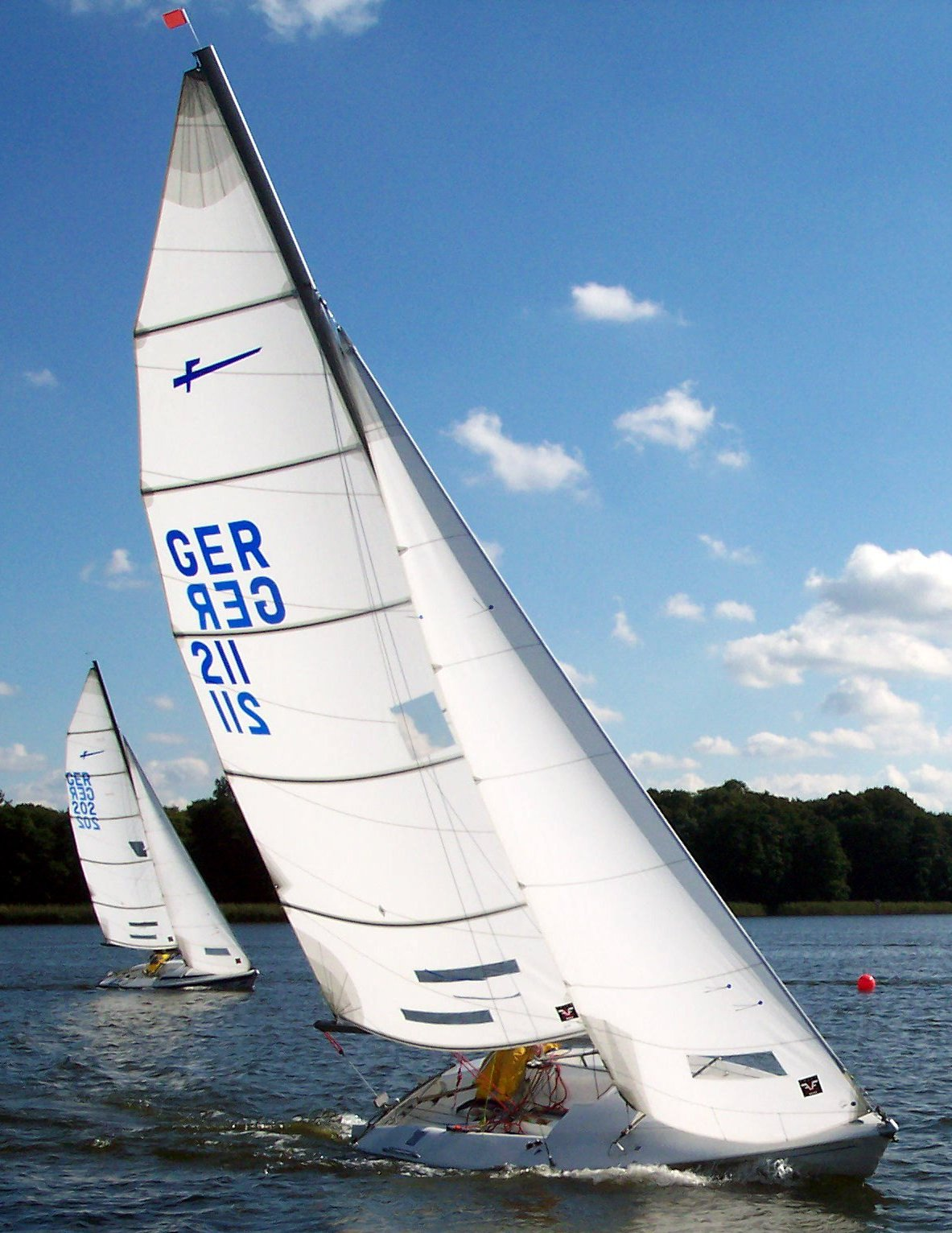
Fighter auf dem Altmühlsee

Das Boot wurde Mitte der 1980er Jahre von Helmuth Stöberl in Vilshofen entworfen, der auch die Monas, Dyas, Trias, Quartas, Akros und weitere Bootstypen gezeichnet hat. Die ersten Segler nahmen am Schiff grundlegende Verbesserungen vor, um es regattafähig zu machen. Bereits nach wenigen Jahren waren auf dem Altmühlsee 20 Einheiten dieser Schiffe bei Segelsportveranstaltungen zu sehen.
Der Fighter ist leicht zu beherrschen und ist einfach zu trailern. Das Kimmkielboot mit den profilierten Kielflossen hat, im Vergleich zu Kielbooten ähnlicher Größe, nur einen geringen Tiefgang von maximal 0,60 m. Die Kimmkiele erzeugen einen hydrodynamischen Auftrieb nach Luv. Der Fighter hat einen Drehmast, ähnlich denen, die häufig bei Katamaranen eingesetzt werden. An einem Drehmast ist der Anströmwinkel des Windes günstiger. Daraus ergibt sich  eine effektivere Nutzung der Segelfläche, und das Boot krängt weniger. Die Ausreitsitze dienen dem bequemen und rückenschonenden Ausreiten. Beim Gleiten kann das Boot Geschwindigkeiten über zehn Knoten erreichen. Seit einiger Zeit wird der Fighter serienmäßig mit einer Doppelruderanlage ausgeliefert, die vorher wahlweise erhältlich war.
Der Fighter ist auch für das Wandersegeln geeignet. Es handelt sich um ein sicheres Boot, mit dem bereits in der Adria, rund Korsika, rund Rügen und rund Fünen gesegelt wurde.

## Klassenvereinigung
Die Fighter-Klassenvereinigung wurde 1988 gegründet. Sie unterstützt Fighter-Segler, vor allem Regattasegler, aktiv. Der Fighter ist eine anerkannte Klasse (Verbandsklasse) des Deutschen Segler-Verbands (DSV). Es gibt eine aktive Rangliste mit vielen Regatten auf unterschiedlichen Revieren. Es werden Jahres-Beste – ähnlich einer Deutschen Meisterschaft – ermittelt.